# Charles Rondony
Charles Rondony   (Prats de Molló i la Presta, 6 de març de 1856 - Saint-Vincent, 22 d'agost de 1914) fou un militar nord-català al servei de França, un dels 42 generals francesos morts en combat durant la Primera Guerra Mundial.

## Biografia
Era fill del negociant Bonaventure Rondony i de Julie Tardieu. El 8 de novembre de 1875 es va incorporar com a soldat al 22è Regiment d'Infanteria de Línia. Va fe el curs d'oficial a l'École militaire d'infanterie (ÉMI) a Avord en la promoció 1879/1880. El 6 de novembre de 1879 fou promogut a ajudant, i traslladat al 4t Regiment d'infanteria de marina (RIMa) el 4 d'octubre de 1880, en el que va ascendir a sotstinent poc després de la seva formació a l'EMI.

### Oficial de la infanteria colonial
Ascendit a tinent el 25 de maig de 1883, fou destinat al Regiment de Tiradors Annamites, i el 18 de maig de 184 al 1r Regiment de Tiradors Tonquinesos. Va participar en els combats de la segona expedició del Tonquín. El 16 de juny de 1885 va passar al 2n Regiment de Tiradors Tonquinesos i el 29 de setembre del mateix any al 2n Regiment d'Infanteria de Marina (RIMa). El 21 de maig de 1887 fou destinat al Regiment de Tiradors Senegalesos a Saint-Louis (Senegal) i va participar en les operacions de la conquesta colonial de l'Àfrica Occidental Francesa. El 21 de febrer de 1888 fou ascendit a capità i destinat al 1r Regiment d'Infanteria de Marina
L'11 d'abril de 1890 va retornar al 4t Regiment d'Infanteria de Marina estacionat a Toló, i el 16 de febrer de 1891 va tornar al 3r Regiment de Tiradors Tonquinesos que feia campanya a Tonquín. El capità Rondony és citat a l'ordre de les tropes de la Indoxina francesa després de les operacions a Tonquín entre el 8 de setembre i el 6 d'octubre de 1892.
| « | Ha mostrat una decisió i fermesa notables per la iniciativa pròpia de tancar a les bandes xineses la sortida nord del circ de Lang Xa i no ha cessat de donar prova del més gran vigor durant les operacions en el curs de les quals va ser ferit per una bala. | » |

El 3 de març de 1893 fou destinat al 5è Regiment d'Infanteria de Marina estacionat a Cherbourg. L'1 d'abril de 1894 fou destinat al 8è Regiment d'Infanteria Colonial a Toló. En aquest regiment fou ascendit a cap de batalló el 13 de juliol, abans de tornar al 4t Regiment d'Infanteria de Marina. El gener de 1896 és destinat al 3r Regiment de Tiradors Tonquinesos i el 29 de juliol de 1897 al 7è Regiment d'Infanteria de Marina a Rochefort. Tornaria breument a Prats de Molló per casar-se el 18 d'octubre de 1897 amb Marie Marguerite Antoinette Milhade (1870-1951).
Promogut a tinent coronel el març de 1900, el juliol d'aquest any fou destinat al 17è Regiment d'Infanteria Colonial a la Xina, que va dirigir durant la revolta dels Boxers. L'1 de febrer de 1902 va tornar al 3r Regiment de Tiradors Tonquinesos i el 31 de maig al 3r Regiment d'Infanteria de Marina a Rochefort. El 19 de setembre és destinat al 22è Regiment d'Infanteria Colonial a París fins que el 10 de juliol de 1904 és destinat a Madagascar per comandar el 19è Regiment d'Infanteria Colonial. El 24 de desembre de 1904 és ascendit a coronel i el 17 de gener de 1905 pren el comandament del 1r Regiment de Tiradors Malgaixos a Antananarivo.
Del setembre de 1906 el gener de 1910 fou cap del 7è Regiment d'Infanteria Colonial a Rochefort. El 29 de gener de 1910 és destinat a la 2a Brigada de tropes a la Indoxina i el 27 de gener de 1912 és nomenat cap del 3r Regiment d'Infanteria de marina a Rochefort. El 18 de març de 1913 és promogut a general de brigada i encarregat de la 3a Brigada d'Infanteria Colonial a Rochefort.
Des de 1887 és cavaller de la Legió d'Honor, i l'11 de juliol de 1914 en fou promogut a comandant de l'orde.

### Primera Guerra mundial
El 2 d'agost de 1914 fou mobilitzat al cap de la seva unitat. El 8 d'agost la brigada, composta pel 3r i el 7è Regiment d'Infanteria Colonial integrat els en moviment de marxa de la 3a Divisió d'Infanteria Colonial, sortiren de Rochefort i marxaren cap a Mussey al Mosa.
A partir del 12 d'agost, d'etapa en etapa, el general va estacionar-se a Sommaisne, Ippécourt, Rampont, Baâlon, Chauvency-Saint-Hubert, i a Chauvency-le-Château el 20 d'agost. L'endemà la brigada va acampar a la frontera franco-belga a Limes.
El general Raffenel, comandant de la 3a DIC,va ordenar una empenta ofensiva cap al nord en direcció a Neufchâteau (Bèlgica).
En el combat que es va produir amb els elements del Vi Armee-Korps alemany, una part de la divisió francesa es va trobar bloquejada al voltant de Rossignol (Bèlgica); els elements de la divisió són expulsats del bosc vers les 15 hores i es replegaren al voltant de la vila. Raffenel va morir a la tarda. De facto, és substituït pels generals de brigada Rondony i Montignault.
Durant aquesta batalla de Rossignol, Charles Rondony fou mortalment ferit el 22 d'agost de 1914.
És citat a l'ordre de l'exèrcit :
| «                        | Caigut gloriosament el 22 d'agost de 1914. | » |
| — 19 de setembre de 1914 |                                            |   |

Reconegut Mort pour la France,va ser sebollit pels alemanys prop de la carretera de Han a Villers-sur-Semois, en 1916 fou transferit al cementiri militar de Tilleul de Tintigny (Bèlgica). Finalment el 17 de març de 1927 el seu cos fou exhumat per ser enterrat al cementeri de Peintures a Gironda.

## Condecoracions
- Comandant de la Legió d'Honor
- Creu de Guerra 1914-1918, palma de bronze (citació a l'ordre a títol pòstum)
- Medalla Colonial (Senegal i Sudan, 1883)
- Medalla Commemorativa de l'Expedició de Tonquín (1885)
- Medalla Commemorativa de l'Expedició de la Xina (1901)
- Comandant de l'Orde del Drac d'Annam
- Comandant de l'Orde Reial de Cambodja

## Postéritat
En 1919, un districte de la caserna de la Schanze (o Artillerie Kaserne) a Haguenau va ser rebatejat en l'honor del general Rondony.
El seu nom és inscrit al monument dels Généraux morts au Champ d'Honneur 1914-1918 de l'església Saint-Louis a l'Hôtel des Invalides de Paris.